# يولي تمير

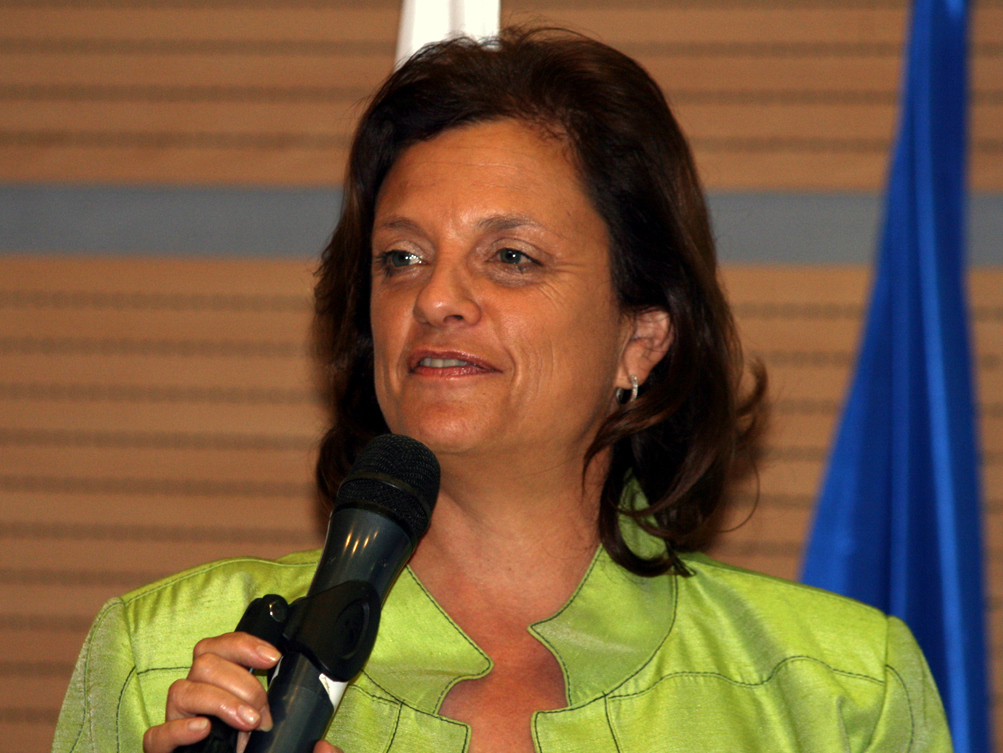
يولي تمير

يائيل «يولي» تمير (بالعبرية: יולי תמיר، من مواليد 26 فبراير 1954) سياسية وأكاديمية إسرائيلية. شغلت سابقاً منصب عضو في الكنيست عن حزب العمل بين عامي 2003 و2010 ومنصب وزيرة الاستيعاب والتعليم.

## روابط خارجية
- يولي تمير على الموقع الإلكتروني للكنيست